# Csagatáj Kánság
A Csagatáj Kánság (mongolul Цагаадайн Хаант Улс) mongol vezetésű állam volt Közép-Ázsiában és Nyugat-Mongóliában. Területének alapját Dzsingisz kán második fiának, Csagatájnak apja hódításaiból kapott öröksége képezte.

## Megalakulása
Dzsingisz kán 1224-ben szétosztotta birodalmát négy fia között. Második fia, Csagatáj Közép-Ázsiát és a környező területeket kapta. A Csagatáj-ulusz magába foglalta a karakitajok és najmanok szállásterületét, valamint teljes Transzoxániát és a mai Kelet-Kazahsztánt. Az ulusz külső határai a későbbiekben csak dél felé módosultak a Kunlun-hegység nyugati és a Pamír déli vonulataiig.
A mongol hódítás előtti lakosok közül a türk nyelvű karlukok három csoportja (Zsetiszuban, Ferganában és a tibeti határon) meglehetős autonómiát élvezett. A szintén türk dulatokat Csagatáj a Tien-santól délre telepítette.
Csagatájnak az Ili-folyónál, Almalik városától nyugatra volt a téli és a nyári szállása, nevük Kujas és Ulug-if (Ulug-uj: „nagy ház”) volt. Transzoxániát egy helyi születésű helytartó, Mahmud Jalavacs kormányozta , akit közvetlenül a nagykán, Ögödej nevezett ki. Csagatáj 1238-ban önkényesen leváltotta Jalavacsot, amiért Ögödej megrótta. Csagatáj elismerte, hogy ki kellett volna kérnie a nagykán véleményét és a helytartói posztra Jalavacs fiát, Maszudbeket állította, egyúttal kiterjesztette annak illetékességét az egész uluszra.
Csagatáj néhány hónappal a nagykán után 1242-ben halt meg. Az uluszt unokája, Kara Hülegü (korábban meghalt idősebbik fiának, Mötükennek a fia) örökölte. Miután megválasztották az új nagykánt, Güjüköt, az kijelentette, hogy a fiú életében unoka nem örökölhet, így az országrész 1246-ban Csagatáj legidősebb, életben lévő fiára, Jeszü Möngkére szállt. Az Almalikban élő Jeszü Möngke alkoholista volt, aki helyett az államügyeket felesége és unokaöccse intézte. 1251-ben az új nagykán, Möngke megbízta az őt támogató Kara Hülegüt, hogy űzze el Jeszü Möngkét, ám ő útközben meghalt. Az ulusz vezetőjét Batu kán ölte meg még ugyanabban az évben. 

## Szétbomlása

A Csagatáj Kánság a 13. század végén

A Csagatáj-uluszt a nagykán és Batu felosztotta egymás között (utóbbi kapta Transzoxániát), de az 1260-as években Csagatáj unokájának, Algunak sikerült visszaszereznie örökségét. A Mongol Birodalom szétfragmentálódásával az ulusz gyakorlatilag különálló kánsággá vált. Az Algut követő Muborak és Barak kánok szakítottak a nomád örökséggel, jó kapcsolatot ápoltak az uralmuk alatt lévő városok polgárságával és felvették az iszlámot. A kán székhelyét áthelyezték Transzoxániába. 1304-ben névlegesen elismerték függőségüket Kínától (a mongol Jüan-dinasztiától). A későbbi kánok - elsősorban Kebek (1318—1326) - közigazgatási és pénzügyi reformokkal próbálták egységesíteni a számos népből álló államot, de miután Kazan kánt egy lázadás során megölték, a Csagatáj Kánság az 1340-es évekre gyakorlatilag kisebb részekre hullott szét. Keleti felén Mogulisztán jött létre, a nyugatit pedig emírek uralták. Az 1360-as évek elején a mogulisztáni Togluk Timur két hadjárattal is megpróbálta újraegyesíteni a kánságot, de 1363-ban meghalt. A kánság nyugati részét Timur Lenk hódította meg az 1370-es években.

## Fordítás
- Ez a szócikk részben vagy egészben  a(z)   Чагатайский улус című orosz Wikipédia-szócikk ezen változatának fordításán alapul.  Az eredeti cikk szerkesztőit annak laptörténete sorolja fel. Ez a jelzés csupán a megfogalmazás eredetét és a szerzői jogokat jelzi, nem szolgál a cikkben szereplő információk forrásmegjelöléseként.
- Ez a szócikk részben vagy egészben  a   Chagatai Khanate című angol Wikipédia-szócikk ezen változatának fordításán alapul.  Az eredeti cikk szerkesztőit annak laptörténete sorolja fel. Ez a jelzés csupán a megfogalmazás eredetét és a szerzői jogokat jelzi, nem szolgál a cikkben szereplő információk forrásmegjelöléseként.